# Diplocephalus barbiger
Diplocephalus barbiger es una especie de araña araneomorfa del género Diplocephalus, familia Linyphiidae, orden Araneae. La especie fue descrita científicamente por Roewer en 1955.

## Descripción
El prosoma del macho mide 0,70 milímetros de longitud y el de la hembra 0,79 milímetros.

## Distribución
Se distribuye por Estados Unidos (Alaska), Canadá, Groenlandia y Rusia (Europa al Lejano Oriente).